# Murray (Utah)
Murray – miasto w Stanach Zjednoczonych, w stanie Utah, w hrabstwie Salt Lake. W 2000 roku liczyło 34 024 mieszkańców.

## Miasta partnerskie
- Jiayi